# プリティ太田
プリティ太田（プリティおおた、1978年3月10日 - ）は、日本のプロレスラー、俳優。本名：太田 博之（おおた ひろゆき）。日本に2人しかいないミゼットレスラーの1人。

## 経歴
2004年に全日本女子プロレス入門。5月14日、太田ヒロユキとして倶知安町民体育館大会でのMr.ブッタマン戦でデビュー。同年の全女には新人は他におらず、全女自体も翌2005年で解散したため、「全女最後の新人」となった。
8月29日の後楽園ホール大会よりリングネームを往年のミゼットレスラープリティアトムから取って「プリティ太田」に改名。ミゼットはブッタマンしかいないためそのブッタマンと対戦を続け、全女解散後もメジャー女子プロレスAtoZに移して行われた。
AtoZ解散後はNEO女子プロレスを主戦場とするが、NEOでは打って変わって女子レスラーやつぼ原人と絡むようになる。
NEO解散後はREINA女子プロレス旗揚げに参加。ミゼットの試合の他、REINAスタッフとしても活動しており、リングアナウンサーを務めることもある。
2012年にREINA×WORLDへ転換後はリングネームをプチ・トマト（太田曰く新しい相棒）として梶トマト、ミニ・トマトと共闘している。一方、REINA女子プロレスの外では引き続きプリティ太田として活動。
現在もレスラーとして活動しているが、ミゼットの現状はプリティ太田とミスター・ブッタマンの２人きり。
2017年12月、「まぜこぜの社会」をめざしマイノリティ・パフォーマーを応援してきた一般社団法人Get in touch（代表：東ちづる）が主催した「月夜のからくりハウス・品川公演」に、ミスター・ブッタマンと共にプリティ太田が出演。
2021年3月、11月にも「月夜のからくりハウス・渋谷公演」でもこびとプロレスのデモを行い、その存在が再びクローズアップされる。 
2021年8月22日に東京2020NIPPONフェスティバルで配信した映像コンテンツ「MAZEKOZEアイランドツアー」でも、こびとプロレスのシーンが大きく取り上げられる。
2021年8月、風前の灯であったこびとプロレスを復活させたいと願う有志メンバーが「こびとプロレス再生プロジェクト実行委員会」を発足し、練習場所がないこびとレスラーのために、プロレスリングを購入することを目的としたクラウドファンディングを実施。目標額250万円に対し、4,778,000円の資金調達に成功した。
公約どおり、プロレスリングを購入し、大田区大森に「日本初となるこびとプロレス道場」を開設。株式会社つばきHOLDINGSが運営主体となり、プロレス団体「椿ReINGz(ツバキリングズ)」を設立。2021年12月7日に、道場にて団体設立記者会見を行った。
現在、プリティ太田は椿ReINGzに所属のプロレスラーとして活動する傍ら、株式会社つばきHOLDINGSが運営する芸能事務所「Office Camellia」のタレントとしても所属し、舞台や映画、テレビ出演などの俳優・タレント活動も行っている。

## メディア出演

### 舞台
- 身毒丸（2011年）
- あゝ、荒野（2011年）
- 黒蜥蜴（2013年)
- 唐版 瀧の白糸（2013年）
- 冬眠する熊に添い寝してごらん（2014年）
- 太陽2068（2014年）
- 火のようにさみしい姉がいて（2014年）
- 黒蜥蜴（2015年）
- 毛皮のマリー（2019年）
- 夏の夜の夢 (2022年)
- 天守物語（2024年）[2]

### テレビドラマ
- まほろ駅前番外地 第1話（2013年、テレビ東京） - レフェリー 役
- BAZOOKA（2015年、BSスカパー）
- PANIC IN（2015年、BSスカパー）- ムー役、他

### 配信ドラマ
- 仮面ライダーBLACK SUN（2022年、Amazon Prime Video） - 大神官バラオム 役[3]
- 極悪女王　（2024年、Netflix）- プリティ・アトム役[4][5][6]

### 映画
- デコチン DECO-CHIN（2025年）[7]